# Мартинюк Володимир Петрович
Володи́мир Петро́вич Мартиню́к (23 травня 1977 року) — український економіст, педагог, доктор економічних наук, професор, професор кафедри адміністративного та фінансового менеджменту Національного університету «Львівська політехніка», професор Університету економіки та інновацій у місті Люблін (Республіка Польща).

## Біографія
Народився 23 травня 1977 у місті Тернопіль. У 1994 році закінчив Тернопільську загальноосвітню школу І-ІІІ ступенів № 15. У 1998 році з відзнакою закінчив Тернопільську академію народного господарства (сьогодні — Західноукраїнський національний університет). Свою трудову кар'єру розпочав у 1999 році як викладач економічних дисциплін Технічного коледжу Тернопільського державного технічного університету імені Івана Пулюя. Паралельно навчався у аспірантурі при Тернопільському державному технічному університеті імені Івана Пулюя (сьогодні — Тернопільський національний технічний університет імені Івана Пулюя).
У 2002 році успішно захистив дисертацію на здобуття наукового ступеня кандидата економічних наук у Національному інституті стратегічних досліджень за спеціальністю 21.04.01 — економічна безпека держави на тему «Інституційні зміни у сфері господарювання та їх вплив на показники економічної безпеки» .
У 2002 році працював головним науковим консультантом відділу економічної безпеки Національного інституту проблем міжнародної безпеки Ради національної безпеки і оборони України.
З 2002 по 2008 працював на посадах старшого викладача, доцента кафедри податків і фіскальної політики Тернопільського національного економічного університету. У 2005 році присвоєно вчене звання доцента кафедри податків та фіскальної політики.
З 2008 по 2011 роки навчався у докторантурі при Тернопільському національному економічному університеті.
У 2012 році захистив докторську дисертацію у Національному інституті стратегічних досліджень за спеціальністю 21.04.01 — економічна безпека держави на тему «Розбудова митної системи у контексті забезпечення економічної безпеки України».
З березня 2012 року по травень 2017 року очолював кафедру фінансово-економічної безпеки Тернопільського національного економічного університету. У 2014 році присвоєно вчене звання професора кафедри фінансово-економічної безпеки.
У 2014 році професор Вищої школи управління (м. Варшава, Польща). З 2015 року працює професором Університету економіки та інновацій у місті Люблін (Польща).
У 2019 році працював керівником відділу освіти Білецької ОТГ Тернопільського району, Тернопільської області.
З 2017 року є професором Національного університету «Львівська політехніка».

## Нагороди та відзнаки
Двічі, у 2007 та 2011 роках, отримав грант Президента України для підтримки наукових досліджень молодих вчених. У 2010 році удостоєний першої премії IV Всеукраїнського конкурсу наукових робіт молодих вчених імені М. І. Туган-Барановського у номінації «Монографічні видання». Стипендіат Кабінету Міністрів України у 2011—2012 роках.

## Наукові праці
Фахівець у галузі економічної безпеки держави, макроекономіки та фіскальної політики. Автор понад 170 наукових праць, у тому числі 2 одноосібних і 8 колективних монографій, 62 статей у фахових видання України, 20 наукових публікацій у закордонних виданнях. Основні праці:
1. N. Podolchak, V. Martyniuk, N. Tsygylyk, S. Skowron, T. Wołowiec. Mitigating risks for the effective personnel management in the organization of energy sector due to the Covid-19 pandemic // Sustainability. 2022.  Volume 14  Issue 16.
2. T. Wołowiec. W. Martyniuk. Local tax strategy and its components and the formation of investment competitiveness of the municipality // Biuletyn Stowarzyszenia Absolwentów i Przyjaciół Wydziału Prawa Katolickiego Uniwersytetu Lubelskiego t. XVII, 19 (2) 2022, s. 239-257.
3. N. Podolchak, V. Martyniuk, N. Tsygylyk. Improving the assessment of personnel security level and its control using human intellectual activity simulation model // 12th International Conference on Advanced Computer Information Technologies (ACIT), 2022, pp. 194-197.
4. N. Podolchak, V. Martyniuk, N. Tsygylyk, Y. Dziurakh, O. Perkhach. The impact of emotional intelligence of managers on state regulation, functioning, and development of state investment strategy in agriculture under Covid-19 // International Scientific Days 2022 – "Efficient, Sustainable and Resilient Agriculture and Food Systems – the Interface of Science, Politics and Practice". Slovak University of Agriculture in Nitra, 2022. – P. 118-125.
5. S. Bogacki, V. Martyniuk. Selected tax problems of administrative enforcement of taxes and local fees // Teka Komisji Prawniczej PAN Oddział w Lublinie (Teka Commission of Le-gal Sciences Polish Academy of Sciences Branch in Lublin). Vol. 15 No. 1 (2022). P. 15-27.
6. Plekan M., Martyniuk V. Peculiarities of accounting and taxation of export-import trans-actions in the conditions of war // Economy and Society. 45, 2022.
7. Volodymyr Martyniuk, Tsygylyk Natalia, Stanisław Skowron. The Impact of the Covid-19 Pandemic on Key Indicators of Personnel Security: A Study with Neural Network Technologies // European Research Studies Journal, Vol-ume XXIV, Special Issue 2, 141-151, 2021.
8. Volodymyr Martyniuk, Jakub Bis. Artificial Neural Networks with Radial-Basis Transmission Functions for Modelling Economic Phenomena and Processes // European Research Studies Journal, Volume XXIV, Special Issue 2, 168-178, 2021.
9. A. Sumets, S. Kniaz, N. Heorhiadi, O. Farat, V. Martyniuk, R. Skrynkovskyy. Methodical approach to the selection of options for ensuring competitiveness of enterprises in the system of development of agricultural clusters // Agricultural and Resource Economics Vol. 7 No. 1. P. 192-211.
10. Volodymyr Martyniuk, Tomasz Wolowiec, Elena Mieszajkina. Planning and Forecasting Customs Revenues to the State Budget: A Case Study of Ukraine // European Research Studies Journal, Vol-ume XXIV, Special Issue 2, 648-665, 2021.
11. Oleksandr Dluhopolskyi, Ihor Oleksiv, Volodymyr Martyniuk, Grzegorz Gliszczynski. How the Economic Complexity of a National Economy Affects the Environment // European Research Studies Journal, Volume XXIV, Special Issue 2, 322-334, 2021.
12. Tomasz Wołowiec, Volodymyr Martyniuk. Economic relations of indebtedness of territorial self-government units in Po-land in the context of the construction of an individual debt ratio // International Journal of New Economics and Social Sciences. 2021, Volume 13, No. 1.
13. Nazar Podolchak, Volodymyr Martyniuk , Natalia Tsygylyk. Mitigating risks for the effective personnel management due to the Covid-19 pandemic // 8th International scientific conference "New trends in management and production engineering regional, cross-border and global perspectives", 10.06.2021-11.06.2021, Brenna.
14. Володимир Мартинюк, Ростислав Струбицький. Громадська думка як інструмент пріоритизації бюджетних видатків: концептуальний підхід // Наукові перспективи №1(7) 2021. C. 305-314.
15. Podolchak Nazar, Martyniuk Volodymyr, Tsygylyk Natalia, Sokil Oksana. Predicting Human Resource losses due to the COVID-19 pandemic in the context of personnel security of organizations // 11th International Conference on Advanced Computer Information Technologies: Conference proceedings. Deggendorf (Germany), 2021. P. 333-337.
16. Volodymyr Martyniuk, Drahoslav Lančarič, Oksana Sokil, Natalia Tsygylyk. The impact of Corporate Social Responsibility on the development of small and medium-sized businesses in the region: Case of the Ukrainian food sector // Proceedings of the 2021 VIII International Scientific Conference Determinants of Regional Development, No 2, Pila 21 - 22 October 2021.
17. Володимир Мартинюк. Фінансова розвідка у забезпеченні економічної безпеки держави та суб’єктів господарювання // Фінансова розвідка в Україні: збірник матеріалів науково-практичного семінару (25 листопада 2021 року) – Львів: Львівський державний університет внутрішніх справ, 2021. С. 75-77.
18. Volodymyr Martyniuk. Economic security as a basis for cross-border cooperation of Poland and Ukraine // Security in transborder regional cooperation: Ukraine vs Poland . Edited by Olena Kovalchuk/ Lublin, 2020. P.89-101.
19. Włodzimierz Martyniuk. Budowle spółdzielnie mieszkaniowych a opodatkowanie podatkiem od nieruchomości // Samorząd Terytorialny. -2020. № 5. S. 64-73.
20. Volodymyr Martyniuk, Yuliia Muravska, Bogdana Martyniuk. Etymology of Fiscal Regulation of Foreign Trade Activity in the Context of Social Development // Zarządzanie przedsiębiorstwem w społecznej nauce kościoła [monografia naukowa]. — Warszawa, 2020. Rozd. 12. S. 148—155.
21. V. Koziuk, Yu. Hayda, O. Dluhopolskyi, V. Martynyuk, Yu. Klapkiv. Efficiency of ecological taxation in EU countries: comparative analysis // Naukovyi Visnyk Natsionalnoho Hirnychoho Universytetu, 2020, № 5. P. 115—122.
22. V.Martyniuk. O.Dluhopolskyi, S.Kniaz, N.Podolchak, Y.Muravska, B.Martyniuk. The fiscal policy impact on indicators of the state's economic growth // 10th International Conference on Advanced Computer Information Technologies. Deggen-dorf (Germany). 16-18 september, 2020. P. 695—698.
23. Volodymyr Martyniuk, Yuliia Muravska. Forming a foreign trade partnership strategy in the context of strengthening national economic security: A case study of Ukraine // Forum Scientiae Oeconomia. Vol 8 No 2. 2020. P. 5-24.
24. Мартинюк В. П., Длугопольська Т. І. Імітаційне моделювання впливу індикаторів соціальної безпеки на її стан (приклад України) // Східна Європа: економіка, бізнес та управління. –2019. — Випуск 5 (22). — С. 34-43.
25. Volodymyr Martyniuk. Nataliia Shuprudko. The impact of fiscal instruments on indicators economic security of the State: Evidence from Ukraine // WSEI Scientific Journal. Series: Economics. — 2018. № 15(1/2018).  – P. 187—205.
26. Wiktor Cwynar, Andrzej Cwynar, Anna Ostrowska-Dankiewicz, Paulino Manuel Leite da Silva, Volodymyr Martynyuk, Viktoria Stancheva. More education, less regulation: Restrictions imposed by state interventions and consumer protectionism on interest rates for consumer credit — the case of Poland // Proceedings of 31st International Business Information Management Conference (IBIMA). Milan: IBIMA.  ISBN 978-0-9998551-0-2.
27. Wiktor Cwynar, Andrzej Cwynar, Anna Ostrowska-Dankiewicz, Paulino Manuel Leite da Silva, Volodymyr Martynyuk, Viktoria Stancheva. Comparative analysis of state economic protectionism in regulating consumer credit price: Poland against other CEE countries // Proceedings of 31stInternational Business Information Management Conference (IBIMA). Milan: IBIMA. ISBN: 978-0-9998551-0-2.
28. Мартинюк В. П. Фінансові аспекти розбудови митної системи в інтересах економічної безпеки України: [монографія] / Мартинюк В. П. — Київ: Кондор, 2011. — 326 с.
29. Мартинюк В. П. Митна система та економічна безпека держави: теорія і методологія: [монографія] / Мартинюк В. П. — Тернопіль: Астон, 2010. — 256 с.
30. Мартинюк В. П. Аналіз стану митної складової фінансової безпеки України / В. П. Мартинюк // Економічний аналіз: зб. наук. праць. — 2014. — Том 16. — № 1. — С. 5-11.
31. Мартинюк В. П. Стратегія нейтралізації податково-боргових ризиків фінансової безпеки держави / В. П. Мартинюк // Вісник Сумського національного аграрного університету. Серія «Економіка і менеджмент». — 2014. — № 4 (59).
32. Мартинюк В. П. Моделювання взаємовпливу фіскальних та макроекономічних показників з метою забезпечення фіскальної безпеки держави / В. П. Мартинюк // Наука молода. — 2013. — № 20. — С. 63-71.
33. Митна енциклопедія: У двох томах. / Редкол.: … І. Г. Бережнюк(відп. ред.) та ін. — Хмельницький: ПП Мельник А. А., 2013.